# Centrale électrique mixte de Hassi R'Mel
La centrale électrique mixte de Hassi R'mel est une centrale électrique hybride algérienne, la première de ce type. Construite près de Hassi R'Mel, elle a été inaugurée le 15 juillet 2011.

## Présentation

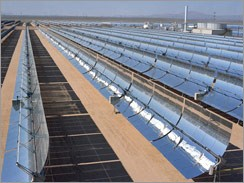
Ensemble de miroirs cylindro-paraboliques

La centrale combine une matrice de miroirs paraboliques concentrant la puissance solaire de 30 MW, sur une aire de 180 000 m2, en conjonction avec une centrale à turbines à gaz de 120 mégawatts de marque Siemens (SGT800), réduisant ainsi les émissions de CO2, comparé à des centrales électriques traditionnelles. La sortie de la matrice solaire est utilisée dans la turbine à flux.

## Projets similaires
Deux autres centrales électriques seront construites sur le même principe en 2013 :
- à l’est de l'Algérie, la centrale d'El M'Ghair dans la wilaya d'El Oued.
- à l’ouest, la centrale de Naâma dans la Wilaya de Naâma[3].

Quatre autres centrales de 300 MW chacune seront construites entre 2016 et 2020.